# Стромбијано (Тренто)
Стромбијано је насеље у Италији у округу Тренто, региону Трентино-Јужни Тирол.
Према процени из 2011. у насељу је живело 84 становника. Насеље се налази на надморској висини од 1173 м.